# Rayón, Chiapas
Rayón là một đô thị thuộc bang Chiapas, México. Năm 2005, dân số của đô thị này là 7965 người.